# Acanthocalycium klimpelianum
Acanthocalycium klimpelianum är en suckulent växtart inom släktet Acanthocalycium och familjen kaktusar.

## Beskrivning
Acanthocalycium klimpelianum är något tillplattade klotformade solitära plantor som blir upp till tio centimeter i diameter. De har cirka 19 relativt skarpa naggade åsar med gulbruna ovala areoler på. I de upp till sex millimeter långa areolerna sitter en till fyra centraltaggar som är brunaktiga och något bågformade. Centraltaggarna sitter mest i nedre delen av areolen och har en tagg som är riktad rakt nedåt. Det sitter även sex till tio radiärtaggar som är ojämnt utspridda. Blommorna är vita och blir från tre till fyra centimeter långa.
Det vetenskapliga namnet Acantho kommer från grekiskans a’cantha som betyder tagg, och calysum från latinets ca’lyx som betyder knopp. Taggig knopp.
Acanthocalycium klimpelianum har sitt naturliga ursprung i Córdoba, Argentina.

## Taxonomi
Synonymer och äldre nomenklatur:
- Echinopsis klimpeliana Weidlich & Werdermann 1927
- Lobivia klimpeliana (Weidlich & Werdermann) A.Berger 1929
- Acanthocalycium peitscherianum Backeb. 1935
- Echinopsis peitscherianum (Backeb.) Friedrich & G.D.Rowley 1974